# Краснушкина, Марта Абрамовна
Марта Абрамовна Краснушкина (до замужества Фрейденштейн; 22 сентября 1885, Орёл — после 1967) — русский и советский психиатр, одна из первых женщин-психиатров дореволюционной России. Жена психиатра Е. К. Краснушкина.

## Биография
Марта Фрейденштейн родилась в Орле. В 1902 году окончила в Орле женскую гимназию. В 1904 году поступила в университет Цюриха на медицинский факультет, слушала лекции Карла Юнга.
В 1908 году окончила университет и защитила диссертацию «О развитии костного мозга в гетеротопических костных образованиях». Затем вернулась в Россию и работала в городской больнице Орла и в уездной земской больнице села Волово.
В 1909 году получила русский диплом врача и в 1910 году начала работать в частной психиатрической лечебнице, а затем — в городской Преображенской психиатрической больнице, где заняла должность интерна в новых отделениях с системой «повышенного ухода». Там она познакомилась с будущим мужем Евгением Краснушкиным.
В 1913 году основала частную лечебницу.
После революции занималась общественной и просветительской работой в колхозах, на заводах и фабриках.
В 1943 году организовала психиатрический диспансер Ленинградского района Москвы и руководила им до 1960 года.
Жила с семьёй в Москве, сначала по адресу Верхняя Масловка, 86, затем на Старом Петровско-Разумовском проезде, 25.

## Семья
- Муж — Краснушкин, Евгений Константинович, советский психиатр, доктор медицины.
  - Сын — Пётр Краснушкин, советский физик, доктор физико-математических наук.
    - Внук — Е. П. Краснушкин.

  - Дочь — Татьяна Краснушкина, выпускница ГИТИСа, актриса.
    - Внучка — Н. А. Краснушкина, врач-психиатр.